# Britt-Marie Thurén
Britt-Marie Thurén (Norrtälje, Suecia, 20 de mayo de 1942) es una antropóloga sueca, realizó investigaciones sobre temas de género, cambio cultural y antropología urbana en España, específicamente en Madrid, Valencia y el movimiento vecinal.

## Trayectoria
Britt-Marie Thurén se licenció en 1978 en Lingüística, Español y Antropología Social en la Universidad de Estocolmo, y en 1989 consiguió el título de doctora.  Ha ocupado varios puestos en la Universidad de Estocolmo, Universidad de Valencia, Universidad Complutense de Madrid y en la Universidad de Umeå. Sus investigaciones han sido siempre relacionadas con los estudios de género y hechas con métodos antropológicos. 
Fue la primera mujer en Suecia en ser nombrada catedrática de  Estudios de Género, en 1997, después de conseguir en 1995 el título de Docent, un título sueco de mérito. Es autora de numerosos libros y artículos escritos en sueco, castellano e inglés. 
Estuvo empleada como profesora e investigadora en el departamento de antropología social de la universidad de Estocolmo en varias etapas entre 1979 y 1996, como profesora del Departamento de Español y Portugués de la Universidad de Estocolmo en 1996-97, y de catedrática de Estudios de Género en el Foro de Estudios de la Mujer de la Universidad de Umeå en  1997-2001.
Realizó luego labores como directora de proyectos y supervisora del Departamento de Antropología Social de la Universidad de Gotemburgo. Finalmente, fue catedrática invitada en Estudios de Género en Mittuniversitetet. Se jubiló en el año 2007.

## Investigación y docencia
Sus investigaciones han enfocado siempre temas de género y procesos de cambio cultural y social. Los trabajos de campo se han llevado a cabo en un barrio de Valencia, en la ciudad de Madrid y en varios sitios dentro del movimiento vecinal. El último proyecto se llevó a cabo en Valencia en colaboración con la doctoranda Karin Ekström para contrastar los datos de 1983 con los de 2004.  

## Obras (selección)
1. 1988—Left Hand Left Behind: The Changing Gender System of a Barrio in Valencia, Spain. Stockholm Studies in Social Anthropology no. 22. Stockholm.
2. 1991—Survival and Experimentation: The Changing Conditions of Women in the Third World. SAREC, Stockholm.
3. 1993—El poder generizado. El desarrollo de la antropología feminista. Instituto de Investigaciones Feministas, Universidad Complutense de Madrid, Madrid.
4. 2002— Editora: Genusvägar. Liber, Malmö.
5. 2025–Women, Men and Persons. Managing Gender Meanings in Middle Class Madrid. BoD, Estocolmo.

## Distinciones
- En 1995, recibió el título Docent por la Universidad de Estocolmo (un título de mérito sueco)
- En 1998, Britt-Marie Thurén fue la primera mujer en Suecia en recibir el título de catedrática en Estudios de Género